# Roberto García (atleta)
Roberto García Gracia, nacido en Fuendejalón (Zaragoza) el 20 de agosto de 1975. Atleta olímpico español, su especialidad son los 5000 ml y el campo a través. Roberto comparte deporte y triunfos con su hermano gemelo Carlos, ambos fueron olímpicos en Atenas 2004 en la misma prueba los 5000 ml, hecho histórico en la historia del atletismo español. Ambos atletas han sido duramente castigado por las lesiones que les han impedido aumentar su palmarés atlético.
Su racha de éxitos comenzó en el año 1999 cuando consiguió la medalla de plata en los Campeonatos del Mundo Universitarios en Palma de Mallorca, luego vendrían su tercer puesto por equipos en el 2002 el Mundial de cross corto en Dublín, ese mismo año consegiría el 4º puesto en el Campeonato de Europa de Atletismo en Múnich y un magnífico tercer puesto en la Copa del Mundo de Atletismo en Madrid.
Roberto colabora en fomentar su deporte, el atletismo, no solo desde su faceta como atleta. Él, Junto a su hermano Carlos, son los fundadores y promotores de varios Campus de atletismo dedicados a promover este deporte entre los más jóvenes. Además, Roberto es miembro de la Junta Directiva de la Federación Española de Atletismo en representación de los atletas desde el año 2004.

## Mejores marcas
- 1500 ml 3.38.21 (2005)
- 3000 ml 7.39.98 (2002)
- 5000 ml 13.16.13 (2004)

## Historial internacional
- JJ. OO. 2004 - Atenas 5000 m (9e2/13:27.71)
- CM 2005 - Helsinki 5000 m (15e1/13:59.50)
- CE 2002 - Múnich 5000 m (4º/13:40.85)
- CpE 2004 - Estambul 1ªD - 3000 m (3º/7:51.01)
- CpM 2002 - Madrid 3000 m (3º/7:53.96)
- JMed 2005 - Almería 5000 m (5º/13:33.25)
- Univ 1999 - Palma de Mallorca 5000 m (2º/13:38.59)
- CMcross 2002: corto (22.º); 2005: corto (72.º); 2006: corto (44.º)

## Otros Honores
- Miembro de La junta directiva RFEA desde año 2004.
- Mejor deportista aragonés 2003.

## Vídeos
- Roberto García Sueño Olímpico

- Datos: Q1417969